# Fechtweltmeisterschaften 1994
Die 43. Fechtweltmeisterschaften fanden 1994 in Athen statt. Es wurden zehn Wettbewerbe ausgetragen, sechs für Herren und vier für Damen.

## Ergebnisse Herren

### Degen-Einzel
| Platz | Sportler          | Land |
| ----- | ----------------- | ---- |
| 1     | Pawel Kolobkow    | RUS  |
| 2     | Olivier Jacquet   | SUI  |
| 3     | Arnd Schmitt      | GER  |
| 3     | Jean-Michel Henry | FRA  |

### Degen-Mannschaft
| Platz | Land | Sportler                                                     |
| ----- | ---- | ------------------------------------------------------------ |
| 1     | FRA  | Jean-Michel Henry Robert Leroux Éric Srecki Hervé Faget      |
| 2     | GER  | Arnd Schmitt Elmar Borrmann Michael Flegler Mariusz Strzałka |
| 3     | KOR  | Lee Sang-yeop Lee Sang-gi Yoon Won-jin Ku Kyo-dong           |

### Florett-Einzel
| Platz | Sportler           | Land |
| ----- | ------------------ | ---- |
| 1     | Rolando Tucker     | CUB  |
| 2     | Alessandro Puccini | ITA  |
| 3     | Thorsten Weidner   | GER  |
| 3     | Oscar García       | CUB  |

### Florett-Mannschaft
| Platz | Land | Sportler                                                       |
| ----- | ---- | -------------------------------------------------------------- |
| 1     | ITA  | Alessandro Puccini Andrea Borella Stefano Cerioni Marco Arpino |
| 2     | GER  | Thorsten Weidner Alexander Koch Udo Wagner Uwe Römer           |
| 3     | CHN  | Ye Chong Dong Zhaozhi Wang Lihong Wang Haibin                  |

### Säbel-Einzel
| Platz | Sportler             | Land |
| ----- | -------------------- | ---- |
| 1     | Felix Becker         | GER  |
| 2     | Stanislaw Posdnjakow | RUS  |
| 3     | Grigori Kirijenko    | RUS  |
| 3     | Bence Szabó          | HUN  |

### Säbel-Mannschaft
| Platz | Land | Sportler                                                                      |
| ----- | ---- | ----------------------------------------------------------------------------- |
| 1     | RUS  | Stanislaw Posdnjakow Grigori Kirijenko Alexei Jermolajew Alexander Schirschow |
| 2     | HUN  | Bence Szabó Csaba Köves József Navarrete György Boros                         |
| 3     | ROU  | Vilmoș Szabo Daniel Grigore Florin Lupeică Victor Găureanu                    |

## Ergebnisse Damen

### Degen-Einzel
| Platz | Sportlerin      | Land |
| ----- | --------------- | ---- |
| 1     | Laura Chiesa    | ITA  |
| 2     | Katja Nass      | GER  |
| 3     | Minna Lehtola   | FIN  |
| 3     | Corinna Panzeri | ITA  |

### Degen-Mannschaft
| Platz | Land | Sportlerinnen                                                              |
| ----- | ---- | -------------------------------------------------------------------------- |
| 1     | ESP  | Taymi Chappe Carmen Ruíz Hervías Cristiana Vargas Rosa Castillejo          |
| 2     | HUN  | Hajnalka Király Gyöngyi Szalay Mariann Horváth Adrienn Hormay              |
| 3     | POL  | Dominika Butkiewicz Dorota Słomińska Magdalena Jeziorowska Joanna Jakimiuk |

### Florett-Einzel
| Platz | Sportlerin           | Land |
| ----- | -------------------- | ---- |
| 1     | Reka Lazăr-Szabo     | ROU  |
| 2     | Valentina Vezzali    | ITA  |
| 3     | Francesca Bortolozzi | ITA  |
| 3     | Laurence Modaine     | FRA  |

### Florett-Mannschaft
| Platz | Land | Sportlerinnen                                                            |
| ----- | ---- | ------------------------------------------------------------------------ |
| 1     | ROU  | Reka Lazăr-Szabo Laura Badea Claudia Grigorescu Elisabeta Guzganu        |
| 2     | ITA  | Valentina Vezzali Francesca Bortolozzi Diana Bianchedi Giovanna Trillini |
| 3     | HUN  | Gabriella Lantos Aida Mohamed Zsuzsanna Jánosi Ildikó Mincza-Nébald      |

## Medaillenspiegel
| Platz  | Land                | Gold | Silber | Bronze | Gesamt |
| ------ | ------------------- | ---- | ------ | ------ | ------ |
| 1      | Italien             | 2    | 3      | 2      | 7      |
| 2      | Russland            | 2    | 1      | 1      | 4      |
| 3      | Rumänien            | 2    | 0      | 1      | 3      |
| 4      | Deutschland         | 1    | 3      | 2      | 6      |
| 5      | Frankreich          | 1    | 0      | 2      | 3      |
| 6      | Kuba                | 1    | 0      | 1      | 2      |
| 7      | Spanien             | 1    | 0      | 0      | 1      |
| 8      | Ungarn              | 0    | 2      | 2      | 4      |
| 9      | Schweiz             | 0    | 1      | 0      | 1      |
| 10     | Volksrepublik China | 0    | 0      | 1      | 1      |
| 11     | Finnland            | 0    | 0      | 1      | 1      |
| 12     | Südkorea            | 0    | 0      | 1      | 1      |
| 13     | Polen               | 0    | 0      | 1      | 1      |
| Gesamt | Gesamt              | 10   | 10     | 15     | 35     |